# Heriberto Quiñones González
Heriberto Quiñones González (Bessaràbia, Moldàvia, 1907 - Madrid, 2 d'octubre de 1942) és el nom de guerra amb el qual fou conegut a Espanya un agent de la Internacional Comunista, polític i sindicalista. El nom autèntic es desconeix. Es va casar amb Aurora Picornell.

## Primeres passes d'un revolucionari professional
Sembla que durant la dècada dels anys 20 treballà a l'Amèrica Llatina a les ordres de Vittorio Codovila. L'any 1930 fou expulsat pel govern francès i en traspassar la frontera pirinenca duia la documentació a nom de Yefin Granowdiski, polonès. Aviat va usar altres noms fins que un funcionari de l'ajuntament de Xixón li proporcionà una documentació més sòlida i amb el nom pel qual fou conegut a Mallorca.
Segons Gregorio Morán, Quiñones fou destinat a València per tal que dirigís una colla d'infiltrats dins l'exèrcit. Si això és cert, degué restar-hi poc temps, perquè sembla que Quiñones fou jutjat el setembre de 1931 a Mallorca. Sigui com sigui, el juny de 1932 era a la presó provincial de Palma i en sortir-ne se n'anà a València, segurament desterrat, acompanyat d'Aurora Picornell (amb qui es va casar al cap d'uns mesos). El febrer de 1934 Heriberto i Aurora estengueren l'organització del PC a Menorca i assistiren al congrés extraordinari de la Federació Obrera de Menorca (UGT).

## Quiñones a Mallorca
Uns mesos després hi hagué l'escissió del grup encapçalat per Antoni Bauçà i Quiñones s'erigí en el dirigent regional del partit. A partir de llavors, l'activitat i la influència del PC a les Illes s'incrementà. Quiñones treballava en el servei municipal de clavegueres com a picapedrer i intentà la unificació dels sindicats de la construcció, sense èxit. El 1934 publicà els articles més importants a Nuestra Palabra (Respuesta a El Obrero Balear, febrer-març; El momento actual y tareas inmediatas de la revolución obrera y campesina, març-abril, Los sindicatos autónomos fascistas y su misión, maig).
El 28 de març de 1934 fou jutjat a l'Audiència de Palma i se l'absolgué. El 6 d'octubre fou detingut a la Casa del Poble de Palma i tancat a la presó d'Illetes. El 23 de desembre fou traslladat a Astúries i el 31 d'aquell mes ingressà a la presó d'Oviedo. En fou alliberat el 25 d'abril següent, però fou detingut de bell nou el 14 de maig per l'incompliment del servei militar. Una tuberculosi contreta a la presó li n'eximí. Arribà a Mallorca el 10 de novembre de 1935 i pogué saludar els assistents en un míting que Esquerra Republicana celebrà aquell diumenge en el Teatre Balear. Quiñones, però, tenia la salut malmesa i s'hagué d'allitar fins a mitjan març de 1936, data en què una nota apareguda a Nuestra Palabra ens informa que el Front Popular li havia proporcionat una col·locació i que la seva salut havia experimentat una millorança.

## Milicià de Bayo
Al cap d'uns mesos ingressà en el sanatori madrileny d'Humera per recuperar-se de la tuberculosi. Allà el sorprengué l'alçament militar i sense cap dilació se n'anà a Barcelona, on va passar per mallorquí (Quiñones era un poliglot que parlava correctament el mallorquí), Va participar en el desembarcament de Bayo i tot seguit visqué a Menorca, on dirigí la nova època, bilingüe, de Nuestra Palabra fins que fou traslladat al front de Llevant l'any 1937. Aqueix any fou ascendit al Comitè Central del PCE, tot i que fou recriminat per la seva benevolència envers els cenetistes balears. Sembla que la major part de la contesa la va passar a València integrat en un servei d'informació (el SIEPP) i que més tard treballà com a traductor a l'ambaixada de l'URSS. Unes altres informacions diuen que arribà a ser nomenat comandant del XIV Cos de Guerrillers. Quan la guerra prengué un caire irreversible, els soviètics li varen oferir la possibilitat de sortir de l'Estat, però ell la va refusar.

## Reorganització clandestina
A la fi de la guerra fou confinat en el camp d'Albatera, d'on aconseguí fugir a final d'abril de 1939. Anà a València i treballà per la reconstrucció del partit. L'estiu de 1939 fou detingut i torturat una altra vegada, en aquesta ocasió per agents nazis encarregats de cercar professionals de la Komintern. Li aplicaren la tortura elèctrica i en ingressar a la presó de València fou instal·lat directament a la infermeria. Quiñones pogué sortir de la presó l'octubre de 1940 mitjançant la subornació d'un sacerdot que tenia accés als expedients del Jutjat militar número 11. D'octubre de 1940 a abril de 1941 sembla que romangué a Barcelona. A final d'abril arribà a Madrid fent-se passar per arquitecte. Allà es va fer càrrec de la Comissió Central Reorganitzadora del PCE i la transformà en el Comitè de l'Interior. Quiñones sabé afrontar les adverses circumstàncies de la clandestinitat i reeixí en la seva missió.

## Expulsat del partit
Mentrestant, la delegació del PCE a Mèxic va decidir d'impulsar i de controlar el ressorgiment del partit a l'interior. El complicat pas d'informació i la política d'unitat nacional que Quiñones preconitzava inspirat en la del Dr. Negrín causaren un seguit de malentesos entre les dues direccions que culminaren amb l'expulsió de Quiñones del partit. El 30 de desembre de 1941 fou detingut a la Puerta de Alcalá. Quiñones reconegué que era el secretari general del PC a l'interior, però no aconseguiren estirar-li cap altra confessió. La irreductibilitat de Quiñones obligà la policia a inserir un anunci a l'ABC en el qual sol·licitaven informació sobre un "accidentat" recollit al carrer i que tenia les seves característiques. La dispesera de Quiñones, que era militant del partit i l'única persona que coneixia el seu domicili, no va caure a la trampa, però la desaparició de Quiñones fou denunciada pel "jefe de la casa" una institució creada per controlar els veïnats. Al cap de dos mesos d'estada a la DGS, Quiñones ingressà a la presó de Porlier en una llitera. Li havien trencat l'espinada i tenia els peus i les mans engalavernats. Un pres comú, homosexual, el va cuidar els darrers mesos. A la presó estant, li comunicaren l'expulsió del partit per traïdor. El 20 de setembre de 1942 un consell de guerra el sentencià a mort i el 2 d'octubre següent fou afusellat, assegut, davant les parets del cementiri de l'Est de Madrid juntament amb els seus camarades Sendín i Cardín. Quiñones va cridar ¡Viva la Internacional Comunista! poc abans de morir.